# Kaspar Maria von Sternberg
Kaspar Maria von Sternberg (també: Caspar Maria, Comte Sternberg, en alemany: Kaspar Maria Graf Sternberg, en txec: hrabě Kašpar Maria Šternberk), 6 de gener de 1761 a Praga – 20 de desembre de 1838 a Březina, va ser un botànic i clergue de Bohèmia.
Va ser el creador del Museu Nacional Bohemi a Praga i és considerat com el fundador de la paleobotànica moderna.
Va estudiar a Roma i a Pisa, el 1785, Sternberg es va ordenar diaca a Ratisbona, també es va afilira a una logia de la masoneria anomenada Die Wachsenden zu den Drei Schlüsseln. L'any 1795, va esdevenir un dels primers membres de l'Associació de Botànics de Ratisbona
L'any 1805, Klaus von Sternberg es va traslladar a París, en representació oficial del clergat en la coronació de Napoleó I com a emperador dels Francesos. Va tenir l'oportunitat de conèixer nombrosos científics a parís com per exemple, Alexander von Humboldt, el Marquès de Laplace, Georges Cuvier i el botànic Bartolomeu de Faujas de St. Fond. Va ser aquest darrer qui li aconsellà que es dediqués a la paleobotànica.
En botànica primer va estudiar la flora local dels Alps, Tirol i Caríntia, publicant diversos estudis sobre la família saxifragàcia i de diverses espècies de Ranunculus.
En paleobotànica va ser el primer a establir associació de les plantes fòssils a diversos ambients sedimentaris i en demostrar les similituds ecològiques i botàniques entre les plantes fòssils i les plantes actuals del mateix ambient.
Entre les seves 70 obres publicades la de més impacte va ser Versuch einer geognostisch-botanischen Darstellung der Flora der Vorwelt (Estudi d'una Associació Geobotànica de Flora Prehistòrica)

## Obres
- "Reise in die Rhetischen Alpen...Nürnberg", Sternberg, 1806
- "Revisio Saxifragarum", Sternberg, 1810
- "Versuch einer Geognostisch-Botanischen Darstellung der Flora der Vorwelt", Sternberg, [primera publicació el 31 de desembre de 1820] 1825-1838
- Sternbergita, és un mineral anomenat així honor seu.